# ヨーク大学
ヨーク大学（英語: University of York）は、イギリスノース・ヨークシャー州ヨーク市に本部を置くイギリスの公立大学。1963年創立、1963年大学設置。
イギリスの研究型大規模大学で構成するラッセル・グループ加盟校。北部イングランドを代表する大学であり、イギリスの大学ランキングでは常にトップ20に入る名門大学である。

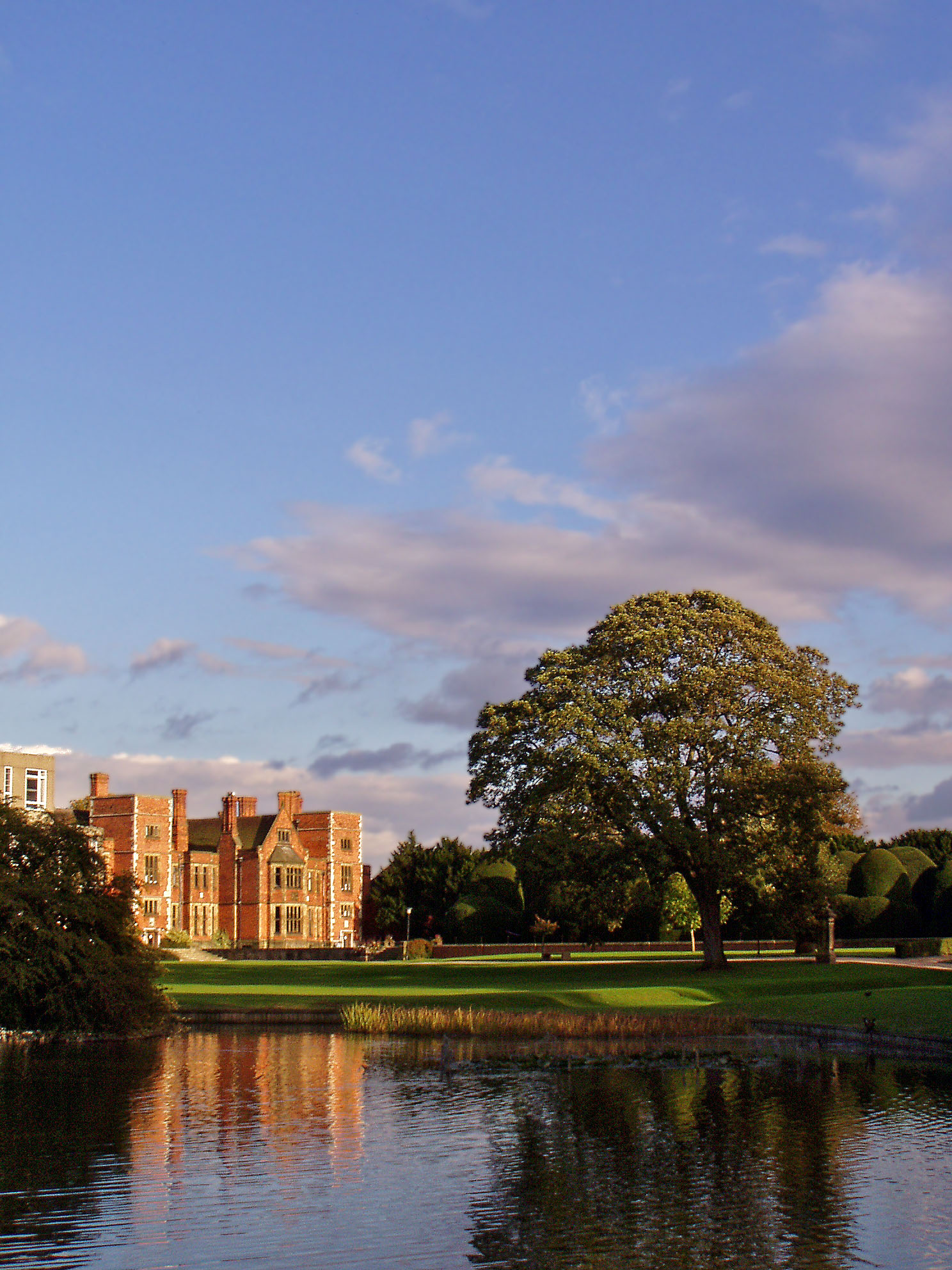
ヘスリングトン・ホール

## キャンパス
メインキャンパスはヨーク市の外れのヘスリントン。市の中心から約2.5km、緑に囲まれた湖周辺に位置している。市の中心街にあるキングズ・マナーキャンパスには、英語学科、歴史学科の一部、考古学科が置かれている。

## 歴史
1963年設立。イギリスでより多くの学生に大学進学の機会を提供するプログラムの中で、ウォーリック大学等と同時期に設置され、当初は200人の学生が在籍した。街の中心地のKing's Manor、郊外のHeslington Hallの建築後、現在のメインキャンパスがヨーク郊外のHeslingtonに建築され、今日では30以上の学部を有し、1万人を超える学生が世界各地から集まり学んでいる。

## 組織
8つのカレッジから構成され、すべての学生及び一部の独立した学部を除き多くの学部がそれぞれのカレッジに所属する。
- ダーウェント・カレッジ　（Derwent college）
- ラングウィス・カレッジ　（Langwith college）
- アルクィン・カレッジ　（Alcuin college）　修道士・アルクィンに由来する。
- ヴァンブラ・カレッジ　（Vanbrugh college）　ジョン・ヴァンブラに由来する。
- グッドリック・カレッジ　（Goodricke college）　ジョン・グッドリックに由来する。
- ウェントワース・カレッジ　（Wentworth college）　ストラフォード伯爵トマス・ウェントワースに由来する。
- ジェームス・カレッジ　（James college）
- ハリファックス・カレッジ　（Halifax college）　ハリファックス卿エドワード・ウッドに由来する。

## 学生
留学生は全体の凡そ10%、うち日本人は約60名。その殆どが大学院にて研究を行っている。日本の岡山大学・学習院大学・神戸女学院大学・神戸市外国語大学・中央大学・津田塾大学・東京女子大学・東北大学・獨協大学・名古屋大学・日本女子大学・一橋大学・法政大学・明治大学・立命館大学・早稲田大学・光陵女子短期大学等との間に交換留学協定がある。また立命館大学大学院国際関係研究科との間には「共同学位プログラム」もある。

## 教員
Dr. Meg Huby

## ランキング
Higher Education Funding Council for England(イングランド高等教育基金配分評議会)によるTeaching Quality Assessment(教育水準審査)では、考古学、経済学、教育学、電気・電子工学、分子生物科学、有機生物科学、 哲学、物理学、政治学、心理学、の各学部が、最高ポイントである24を獲得した。
教育面では、2006年には、イギリスで最高の教育機関に与えられるQueens Anniversary Prizeも受賞しており、Quality Assurance Agency for Higher Educationの教育水準に関する評価において、考古学、生物学、経済学、教育学、電子工学、哲学、物理学、政治学、心理学で最高値の24点の評価を受け、また、社会学で24点中の23点を獲得した。
タイムズ誌世界大学ランキングによると世界の大学ランキングで74位（2008年）、81位（2009年）、70位（2010年）、81位（2011年）、121位（2012年）、103位（2013年）、100位(2014年)、113位(2015年)、131位(2016年)、にランキングされている。2015年のQS世界大学ランキングでは103位となっている。また、2012年5月に公表されたTimes Higher Educationの「50年以内に設立された大学の世界ランキング」では世界8位にランキングされている。

## 主な出身者
- ダロン・アシモグル（経済学者、ジョン・ベイツ・クラーク賞受賞者）
- アンドリア・バーバー（女優）
- パナヨティス・ココラス（作曲家）
- アニーバル・カヴァコ・シルヴァ（第21代ポルトガル共和国大統領・第11代首相）
- グレアム・スウィフト（小説家）
- ジョナサン・ストラウド（小説家）
- ユン・チアン（作家）
- トニー・バンクス（政治家）
- Christpher Hood（オックスフォード大学Government学部教授）
- 遠藤貢（東京大学大学院総合文化研究科教授）
- 所道彦（大阪市立大学大学院生活科学研究科・生活科学部准教授）
- 金津和美（同志社大学文学部英文学科准教授）
- 本橋哲也（文学者）
- ジャスティナ・ロブスン（小説家）
- コルヴィル・ヤング（第2代ベリーズ総督）
- 韓昇洙（政治家・外交官・大韓民国第39代国務総理）
- ハリエット・ハーマン（政治家・イギリス庶民院院内総務・王璽尚書・平等担当大臣・イギリス労働党副党首）
- ローレンス・フリードマン（国際政治学者）
- フィリップ・ローソン（声楽家・作曲家・編曲家・元The King's Ｓingersのメンバー）
- ニック・アシュビー（声楽家・The King's singersのメンバー）